# Et demain... ?
Ne doit pas être confondu avec le film de Frank Borzage, Et demain ?
Pour plus de détails, voir Fiche technique et Distribution.
Et demain… ? (arabe : و غدا) est un film tunisien réalisé par Brahim Babaï et sorti en 1971.
Premier long métrage du réalisateur, le film est une adaptation du roman Ma part d'horizon d'Abdelkader Ben Cheik. Il aborde les questions du chômage et de l'exode rural dans la Tunisie indépendante,. Le film est ainsi représentatif de la Tunisie sociale et politique des années 1970. Il dénonce les inégalités entre la ville et le milieu rural.
Plusieurs acteurs font leurs débuts dans le film, comme Raouf Ben Amor, Mohamed Kouka ou Samir Ayadi.
La musique du film est signée par Mohamed Garfi.

## Fiche technique
- Réalisation : Brahim Babaï
- Musique : Mohamed Garfi

## Distribution
- Raouf Ben Amor
- Mohamed Kouka
- Samir Ayadi